# Эдгар (радарная станция)
Радарная станция Эдгар  (англ. RCAF Station Edgar) — радиолокационная станция, часть линии Пайнтри, находится в тауншипе Оро-Медонт, Онтарио, Канада, примерно в 20 километрах к северо-востоку от Барри. Станция была построена в 1952 году, в качестве базы для 31-го самолётного управления и предупреждения, функционировала с 1952 по 1964 год. Комплекс был продан властями Онтарио в ноябре 1964 года за 218 225 канадских долларов, и в дальнейшем использовался как реабилитационный центр для инвалидов для вплоть до 1999 года.
Комплекс состоял из 84 жилых строений, двух офисов, плавательного бассейна, боулинг-центра, бейсбольного стадиона, больницы, церкви и школы.
Как часть программы по деинституционализации, правительство приступило к закрытию всех институтов населённого пункта, и к 1999 году центр был полностью закрыт.
С 1999 по 2011, база практически не использовалась, за исключением случаев, когда база являлась временным учебным центром для полицейских или военных.
К осени 2011 года все постройки были снесены.